# Sant Pau de Pi
Sant Pau de Pi és l'església parroquial romànica del poble de Pi de Conflent, de la comarca nord-catalana d'aquest nom.
Està emplaçada al nord i en el punt més alt del poble de Pi de Conflent.

## Història
El poble de Pi és esmentat per primera vegada el 950 en una butlla papal d'Agapit II, en la qual es confirma al monestir de Sant Miquel de Cuixà un alou que hi posseïa. Després tornava a ser confirma el 968 pel Papa Joan XIII i el 1011 per Sergi IV. La comtessa Elo, vídua d'Oliba (net de Guifré el Pilós i fill de Radulf, que fou bisbe d'Urgell), donava en dot l'any 955 Pi de Conflent a la seva filla Enquília quan aquesta va entrar en el monestir de Sant Joan de Ripoll (Sant Joan de les Abadesses). Tanmateix, l'any 965 comprava els drets sobre Pi de Conflent el comte de Cerdanya Sunifred II, qui els cedí a Pere, la filiació del qual es desconeix, i aquest al monestir de Sant Pere de Camprodon. El papa Benet VIII va confirmar el 1017 aquesta donació.
El 1022 era consagrada l'església de Sant Pau de Pi. Van concelebrar-hi Guifré, arquebisbe de Narbona, fill de Guillem II de Cerdanya, i l'abat Oliba, bisbe d'Osona, oncle seu. També hi era Udalgar de Castellnou, arxipreste d'Elna, en representació i amb el consentiment del bisbe d'Elna, Berenguer de Gurb.
L'església del segle xi fou modificada els segles XVII i XVIII (1649 i 1732) amb l'afegit de la capella del Roser al mur nord i una sagristia al sud, a més de l'engrandiment del presbiteri.

## L'edifici
L'edifici actual és una amalgama de construccions sobreposades a l'estructura original, a la qual ja havia estat afegida una primera reforma del segle xi, romànica. A més, les reformes del XVII i XVIII van alterar molt els nivells de les primeres naus, de forma que fan difícil el seu estudi total.
La part més antiga que es pot reconèixer actualment és la meitat occidental de la nau principal, que és coberta amb volta de canó llis de mig punt; la meitat oriental, separada de l'anterior per un arc de mig punt, presenta una volta de canó lleugerament apuntada, i és de menys amplada que l'altra. Les característiques de l'arc de mig punt esmentat fan pensar més en un arc presbiterial que en un arc toral separador de trams de nau. Per tant, tot fa pensar que l'absis original, tal vegada preromànic, probablement quadrat, era en el que ara és el centre de l'església, i que aquesta fou allargada cap a llevant, segurament el 1732.
Una segona nau, de factura romànica, s'obre a migdia de l'anterior, amb la qual es comunica per un arc de mig punt, les traces del qual remeten igual al segle xi i, per tant, a la consagració del 1022. Al mur meridional d'aquesta segona nau s'obre la porta d'accés al temple. Al costat oriental d'aquesta segona nau es troba el campanar, igualment del segle xi. Dessota d'aquesta nau lateral es troba la cripta, que tot fa pensar que era dedicada a sant Pau Papa, o sant Pau, confessor. L'altar principal era dedicat a Sant Pau apòstol (l'acta de consagració esmenta els sants Pau, és a dir, l'apòstol sant Pau i sant Pau confessor, o sant Pau Sergi, o sant Pau Papa, com a patrons d'aquesta església).
El campanar és de base troncopìramidal, com el campanar de Sant Climent de Coll de Nargó o el de Santa Helena de Rodes. No presenta, a diferència d'altres campanars romànics, decoració mural exterior en els diferents nivells, tot i que les finestres dels pisos superiors són clarament de tradició llombarda. També hi ha dos discs cecs, formats per pedres distribuïdes radialment i amb una pedra semicircular al mig, que presenta traces d'haver estat un cap esculpit de forma molt senzilla.
A la façana meridional de la nau sí que hi ha uns elements de decoració llombarda: un primer grup de cinc arcades llombardes i un segon de dues, separats per una lesena. El grup de dues arcades cegues emmarca la porta, que és formada per un arc de mig punt de pedra picada, amb els muntants fets de la mateixa manera.